# Thyreodon apricus
Thyreodon apricus är en stekelart som beskrevs av Porter 1984. Thyreodon apricus ingår i släktet Thyreodon och familjen brokparasitsteklar. Inga underarter finns listade i Catalogue of Life.